# Philydor fuscipenne
Philydor fuscipenne là một loài chim trong họ Furnariidae.